# 浦賀町
浦賀町（うらがまち）は、神奈川県三浦郡に存在した町。

## 概要
神奈川県三浦郡東部にあった町。現在の神奈川県横須賀市東部に位置する。

## 地理
- 海：浦賀水道、浦賀湾
- 岬：観音崎
- 川：平作川

## 歴史

### 町名の由来
海が奥深く入り込んだ入江で、河のような地形であることから。「浦河」「浦川」とも書いた。

### 沿革
- 奈良時代 - 走水郷の地名が見られる
- 南北朝時代 - 鴨居の地名が見られる。
- 戦国時代 - 浦賀、大津、走水の地名が見られる。
- 江戸時代 - 以下の4村が成立。前橋藩は東京湾の海防を担当していた。
  - 浦賀村（幕府領、1630年から走水奉行支配）
  - 大津村（幕府領→上野前橋藩領→幕府領）
  - 走水村（同上）
  - 鴨居村（同上）
- 1692年（元禄5年） - 浦賀村が東浦賀村、西浦賀村に分かれる。知行は上記の通り。
- 1720年（享保5年） - 下田奉行が移転して浦賀奉行となり、東浦賀村、西浦賀村を管轄。
- 1868年（明治元年）
  - 旧暦6月17日 - 神奈川府の管轄となる。
  - 旧暦9月21日 - 神奈川府が神奈川県に改称。
- 1870年（明治3年） - 東浦賀村、西浦賀村が合併し、浦賀村が成立。
- 1876年（明治9年） - 浦賀村が浦賀町に改称。新井町、洲崎町、新町、大ケ谷町、築地新町、築地古町、谷戸町、宮下町、田中町、紺屋町、蛇畠町、浜町、芝生町、荒巻町、高坂町、川間町、久比里町、吉井町の18町が発足し、それぞれ浦賀を冠称する。
- 1889年（明治22年）4月1日 - 町村制の施行により、浦賀町、大津村、走水村、鴨居村と公郷村、内川新田の飛地が合併して浦賀町が成立。大字荒巻町（現浦賀五丁目1番の横須賀市役所浦賀行政センター付近）に村役場を設置。
- 1943年（昭和18年）4月1日 - 横須賀を一大軍都にしたいという海軍の意向により、横須賀市に編入。同日浦賀町廃止。
- 1956年（昭和31年） - 旧浦賀町（町村制施行前）の18大字が、久比里町を除いて大字浦賀町、東浦賀町、西浦賀町に統合される。
  - 大字浦賀町：築地古町、谷戸町、荒巻町および大ケ谷町、宮下町、芝生町、高坂町、吉井町の各一部
  - 大字東浦賀町：新井町、洲崎町、新町、築地新町および大ケ谷町、芝生町の各一部
  - 大字西浦賀町：田中町、紺屋町、蛇畠町、浜町、川間町および宮下町、高坂町、吉井町の各一部
  - 大字久比里町は存続。吉井町の一部は池田町に編入。

## 行政

### 歴代町長
- 三次六兵衛：1889年6月13日 - 1891年10月4日
- 石渡真三郎：1891年10月20日 - 1894年6月20日
- 宮井清左衛門：1894年7月5日 - 1898年7月4日
- 宮井与右衛門：1898年7月13日 - 1899年8月2日
- 高橋勝七：1899年8月8日 - 1903年8月7日
- 太田又四朗：1903年9月8日 - 1905年7月17日
- 川島平蔵：1905年7月28日 - 1923年11月13日
- 石渡秀吉：1923年11月22日 - 1931年11月21日
- 加藤小兵衛：1931年12月19日 - 1943年3月31日

## 交通

### 鉄道路線
- 湘南電気鉄道（現京浜急行電鉄）
  - 本線：湘南大津駅（現京急大津駅） - 馬堀海岸駅 - 浦賀駅

京急久里浜線の新大津駅は未開業。

## 現在の町名
すべて横須賀市。相次ぐ町名変更により、旧大字と現行の町の区域は若干錯綜している。
- 旧大字浦賀町：浦賀、池田町、桜が丘、浦上台、浦賀丘、吉井
- 旧大字東浦賀町：東浦賀
- 旧大字西浦賀町：西浦賀、南浦賀、久比里、長瀬、舟倉、久里浜台、桜が丘、光風台
- 旧大字久比里町：久比里、長瀬、舟倉、久里浜台、若宮台
- 旧大字大津：三春町、公郷町、大津町、池田町、根岸町、馬堀町、浦賀、走水、馬堀海岸
- 旧大字走水：馬堀町、走水、鴨居、馬堀海岸
- 旧大字鴨居：東浦賀、走水、鴨居、二葉、小原台

## 出身著名人
- 臼井儀兵衛（西浦賀村出身、貴族院多額納税者議員）